# Ercole Ciprandi
Ercole Ciprandi (um 1730 – nach 1790) war ein italienischer Opernsänger (Tenor).

## Leben
Über Ciprandis Herkunft, Ausbildung und Karriere ist wenig bekannt. Im November 1754 sang er den „Danao“ in der Oper Ipermestra  von Johann Adolph Hasse und Giovanni Battista Lampugnani am London King’s Theatre. Dort blieb er bis April 1755, war jedoch erneut von 1764 bis 1766 am selben Theater tätig. 1770 soll er laut einem Bericht des Musikkritikers Burnley noch in Mailand als erfolgreicher Opernsänger gewirkt haben.